# Matt Nix
Matthew E. Nix, detto Matt (Los Angeles, 4 settembre 1971), è un produttore cinematografico, scrittore e regista statunitense.
È meglio conosciuto per essere il creatore della serie televisiva Burn Notice - Duro a morire.

## Biografia
Nix è nato a Los Angeles, California da Philipp e Susan Nix. Si è laureato alla Analy High School di Sebastopol e dal 2 luglio 2000 è sposato con Melinda Stahl.
La sua carriera inizia nel 1997 quando scrive due cortometraggi, Mike Feeny's Secret for Success e Chekhov's Gun. Negli anni seguenti continua a scrivere corti, non avendo molto successo.
La svolta arriva nell'estate del 2006, quando crea Burn Notice - Duro a morire, una serie televisiva in cui il titolo si riferisce alla notifica di licenziamento (burn notice) di un'agenzia investigativa segreta nei confronti di un suo agente. Andata in onda per la prima volta il 28 giugno 2007 su USA Network, la serie sta riscuotendo un discreto successo, infatti è arrivata alla quarta stagione ed è in procinto di iniziarne una quinta nell'estate del 2011, mentre una sesta è già in programma.
Ad inizio 2010 Nix inizia a lavorare ad un altro progetto, La strana coppia (originariamente chiamato Jack & Dan), andato in onda in prima TV su Fox dal 19 maggio 2010. La serie è stata cancellata dopo la prima stagione a causa degli ascolti troppo bassi.

## Filmografia
- Mike Feeny's Secret for Success (1997) - sceneggiatore
- Chekhov's Gun (1997) - sceneggiatore
- First Prince (1998) - sceneggiatore
- Me and the Big Guy (1999) - sceneggiatore
- Mementoke (2002) - sceneggiatore
- Burn Notice - Duro a morire (Burn Notice) (2007-2013) - creatore, sceneggiatore e produttore esecutivo
- La strana coppia (The Good Guys) (2010) - creatore, sceneggiatore e produttore esecutivo
- Burn Notice - La caduta di Sam Axe (Burn Notice: The Fall of Sam Axe), regia di Jeffrey Donovan – film TV (2011) sceneggiatore
- The Gifted (2017) - creatore, produttore esecutivo, showrunner